# Aspazoma amplectens
Aspazoma amplectens (Syn.: Mesembryanthemum amplectens L.Bolus) ist die einzige Pflanzenart der monotypischen Gattung Aspazoma aus der Familie der Mittagsblumengewächse (Aizoaceae).

## Beschreibung
Aspazoma amplectens ist ein buschig verzweigter, aufrechter kleiner Strauch mit faserigen Wurzeln. Die schwach verholzten Internodien sind gegliedert und enthalten in ihrer Rinde zusätzliche Gefäßbündel und große, zylindrische, dicht gepackte, xeromorphe Blasenzellen. Die Rinde junger Internodien ist grün und sukkulent. Mit dem Alter wird sie trocken. Ihre Epidermis ist glatt. Die Laubblätter sind zylindrisch oder im oberen Teil der Pflanze leicht abgeflacht. Sie sind kreuzgegenständig angeordnet und an ihrer Basis frei. Die Laubblätter besitzen jedoch eine röhrenförmige, stängelumfassende Hülle. In der Mitte der Laubblätter befinden sich vergrößerte wasserspeichernde Zellen. Ebenso in der grünen Rinde. Es sind locker angeordnete, mesomorphe, etwas abgeflachte Blasenzellen vorhanden.
Die einzeln stehenden Blüten weisen einen Durchmesser von bis zu 45 Millimeter auf. Es sind vier bis fünf Kelchblätter vorhanden. Die weißen oder blass gelben Kronblätter sind mit den Kelchblättern zu einer kurzen Röhre verwachsen. Fadenförmige Staminodien sind vorhanden, die Nektarien sind muschelförmig.
Die vier- bis fünffächrigen Kapselfrüchte besitzen Klappenflügel. Die Kapselfrüchte enthalten breit eiförmige, hellbraune bis weißliche Samen mit einer nahezu glatten Samenschale.

## Systematik und Verbreitung
Aspazoma amplectens ist im Namaqualand der südafrikanischen Provinz Nordkap in trocknen Winterregengebieten auf Quarzithügeln verbreitet.
Die Erstbeschreibung der Gattung erfolgte 1925 durch Nicholas Edward Brown. Die Gattung Aspazoma gehört zur Unterfamilie Mesembryanthemoideae innerhalb der Familie der Mittagsblumengewächse. Die Erstbeschreibung von Aspazoma amplectens als Mesembryanthemum amplectens wurde 1913 von Louisa Bolus vorgenommen. Nicholas Edward Brown stellte die Art 1926 in die Gattung Aspazoma.

## Nachweise